# Brother Where You Bound
《Brother Where You Bound》는 1985년 5월 13일에 발매된 영국의 록 밴드 슈퍼트램프의 여덟 번째 스튜디오 음반이다. 이 음반은 원년 멤버 로저 호지슨이 밴드를 떠난 후 발매된 첫 번째 음반으로, 릭 데이비스가 직접 작사와 노래를 담당하게 되었다. 이 음반에는 그룹의 톱 30 히트곡 〈Cannonball〉이 수록되어 있다.
《Brother Where You Bound》는 1985년 영국 음반 차트에서 20위, 빌보드 200 차트에서 21위에 올랐으며, 1985년 밴드의 당시 레이블인 A&M 레코드에 따르면 골드로 선정되었지만, 미국 음반 산업 협회는 아직 인증하지 않았다.
음반의 리마스터드 CD 버전은 2002년 7월 30일, A&M 레코드에서 발매되었다.

## 발매
발매에 대한 관심을 높이기 위해 이 음반은 파리에서 베네치아로 가는 오리엔트 급행을 타고 특별 전세 여행을 떠나는 수십 명의 언론인들에게 처음 공개되었으며, 기자들은 〈Brother Where You Bound〉의 전체 영상을 보여주었다. 평소 인지도가 낮았던 이 그룹은 MTV와 글로벌 위성 네트워크에서 〈Brother Where You Bound〉 비디오를 동시에 방송한 후 라디오의 록라인에 출연하는 등 광범위한 라디오와 TV 출연도 했다.

## 평가
| 전문가 평가                   | 전문가 평가 |
| 평가 점수                     | 평가 점수   |
| 출처                          | 점수        |
| ----------------------------- | ----------- |
| AllMusic                      | [ 5 ]       |
| Encyclopedia of Popular Music | [ 6 ]       |
| The Rolling Stone Album Guide | [ 7 ]       |

올뮤직의 회고적 리뷰는 매우 긍정적이며, 음반의 냉전 긴장에 대한 주제 탐구가 "시대적이고 오래되지 않았지만... 음악은 매우 기쁘다"고 언급했다. 특히 그들은 "결정적인 사운드", 게스트 뮤지션들의 강력한 공연, 그리고 작곡의 복잡성을 칭찬했다. 또한 밴드가 "프로그레시브 록의 뿌리를 다시 포용"하면서도 팝 곡예를 향상시킬 수 있을 만큼 "장내적"이라고 칭찬했다.
리뷰 스페셜에서 프로그 스피어는 "〈Brother Where You Bound〉는 최고의 '크로스오버' 프로그램의 대표적인 예이며, '팝'이 필연적으로 나쁜 단어라고 생각하는 프로그레시브 팬을 제외한 모든 사람에게 강력히 추천한다"라고 썼다.

## 곡 목록
모든 곡들은 릭 데이비스에 의해 작사/작곡하였다.
| #  | 제목              | 재생 시간 |
| -- | ----------------- | --------- |
| 1. | 〈Cannonball〉    | 7:38      |
| 2. | 〈Still in Love〉 | 4:36      |
| 3. | 〈No Inbetween〉  | 4:36      |
| 4. | 〈Better Days〉   | 6:15      |

| #  | 제목                        | 재생 시간 |
| -- | --------------------------- | --------- |
| 1. | 〈Brother Where You Bound〉 | 16:30     |
| 2. | 〈Ever Open Door〉          | 3:06      |

## 인증
| 국가                                                  | 인증     | 판매량/출하량 |
| ----------------------------------------------------- | -------- | ------------- |
| 캐나다 (뮤직 캐나다)                                  | 플래티넘 | 100,000^      |
| 프랑스 (SNEP)                                         | 골드     | 100,000*      |
| 독일 (BVMI)                                           | 골드     | 250,000^      |
| 스페인 (PROMUSICAE)                                   | 골드     | 50,000^       |
| *판매량을 기반으로 한 인증 ^출하량을 기반으로 한 인증 |          |               |